# Краковски окръг
Краковски окръг (на полски: Powiat krakowski) е окръг в Южна Полша, Малополско войводство. Заема площ от 1230,57 км2. Административен център е град Краков, който не е част от окръга.

## География
Окръгът се намира в историческия регион Малополша. Разположен е в северозападната част на войводството.

## Население
Населението на окръга възлиза на 261 857 души (2012 г.). Гъстотата е 213 души/км2.

## Административно деление
Административно окръгът е разделен на 17 общини.
Градско-Селски общини:
- Община Кшешовице
- Община Скавина
- Община Скала
- Община Сломники
- Община Швьонтники Горне

Селски общини:
- Община Велка Веш
- Община Жельонки
- Община Забежов
- Община Ивановице
- Община Иголомя-Вавженчице
- Община Йежмановице-Пшегиня
- Община Коцможов-Любожица
- Община Лишки
- Община Михаловице
- Община Могиляни
- Община Сулошова
- Община Чернихов

## Галерия
- Кшешовице
- Скала
- Скавина
- Сломники
- Швьонтники Горне